# Cobro
Cobro is een plaats (freguesia) in de Portugese gemeente Mirandela en telt 242 inwoners (2001).